# 成宮梓
成宮 梓（なりみや あずさ、1993年〈平成5年〉4月12日 - ）は、日本のAV女優。バンビプロモーション所属。
身長:152cm。スリーサイズ:B83(F)・W55・H83cm。血液型:O型。趣味・特技:ピアノ、フルート。

## 出演作品

### アダルトDVD
2013年
- もう性欲の枯れたしがない清掃員と思ったオヤジに突然勃起した巨チンを見せつけられて…（11月12日、DOC）
- 月刊パンティストッキング通信 vol.2（12月25日、AVS Collector's）
- お色気営業 パンチラ誘惑キャバ嬢（12月25日、AVS Collector's）

2014年
- 接吻と淫行 4（1月10日、アスタリスク）
- 胸チラしているのに気付かず働く女子社員に手を出しちゃった俺（1月23日、AKNR）
- 保健室でムチムチブルマをマッサージされ気持ちよすぎて我慢できずにブルマ汁が溢れ出す押しに弱い高感度女子校生 2（3月20日、ディープス）
- チラッしゃいませ!! kawaii*学園文化祭2014 パンチラJKがお出迎え♪（8月1日、kawaii*）
- パンチラお姉さんに、パンツ越しのオマ○コで擦られちゃった僕。2（9月25日、アロマ企画）
- バレたら人生終了!!SEX中にこっそり『ゴム外し!』極上AV女優と真正中出しSEX!! 出来るのか!?（10月10日、BAZOOKA）
- ピコレースのパンツを穿いた妹系女子に挑発された（10月13日、アロマ企画）
- 妄想 食い込みパンチラ（10月13日、アロマ企画）
- 真夏のムレッムレッ逆痴漢電車（10月25日、kawaii*）

2016年
- キモ男優〈安大吉〉のくっさい唾で顔もカラダもぬっちゃぬちゃ。沸き立つ汚臭と猿公チンポで悶絶美女9人（9月7日、桃太郎映像出版）